# Margut
Margut é uma comuna francesa na região administrativa de Grande Leste, no departamento das Ardenas. Estende-se por uma área de 7,53 km². Em 2010 a comuna tinha 770 habitantes (densidade: 102,3 hab./km²).